# Ałmaacka Ogólnowojskowa Wyższa Szkoła Dowódcza

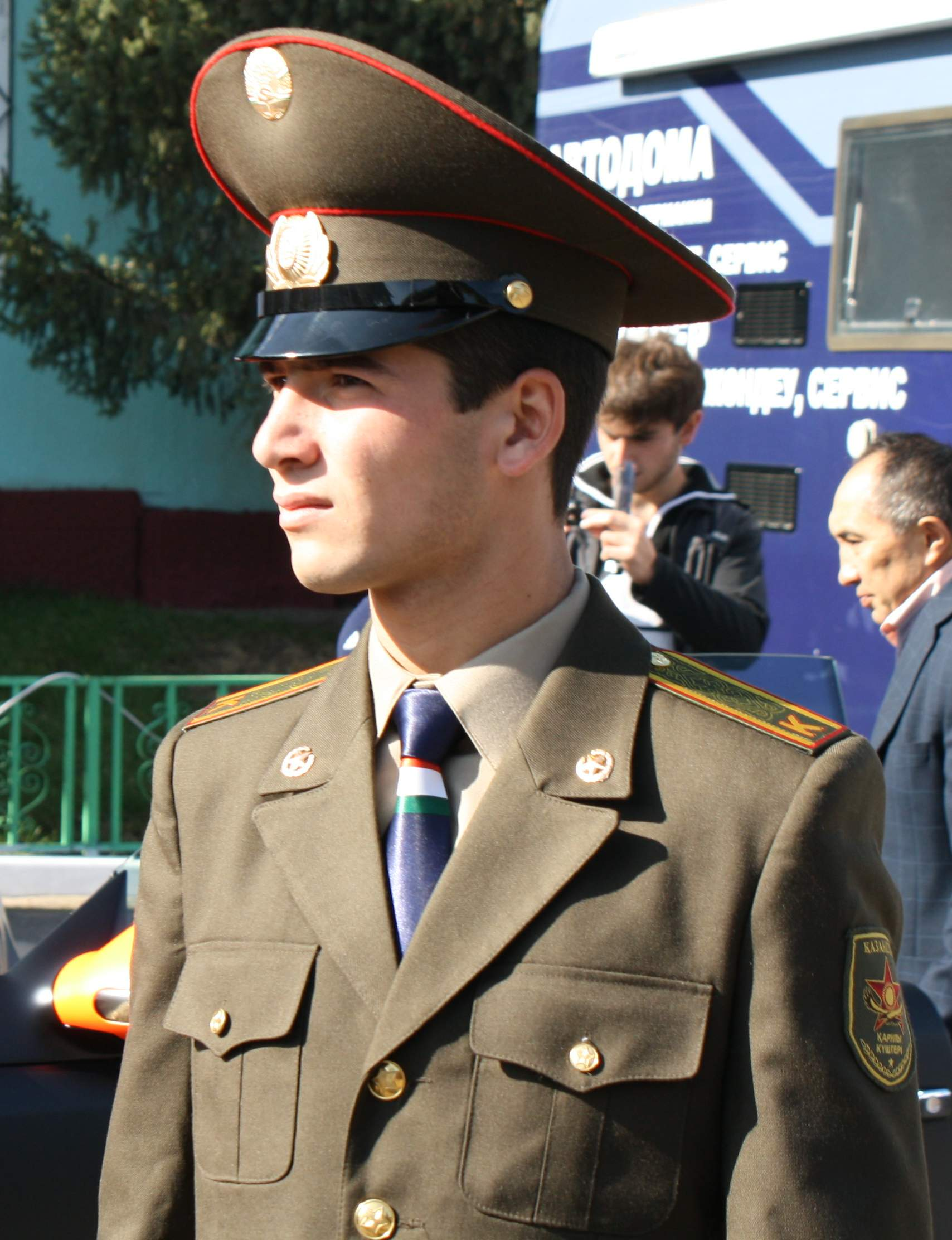
Oficer z Tadżykistanu studiujący w Wojskowym Instytucie Wojsk Lądowych

Ałmaacka Ogólnowojskowa Wyższa Szkoła Dowódcza, obecnie Wojskowy Instytut Wojsk Lądowych (kaz. Құрлық әскерлерінің әскери институты) – kazachska uczelnia wojskowa w Ałmaty, założona 1 września 1970 jako radziecka Ałmaacka Wyższa Ogólnowojskowa Szkoła Dowódcza (ros. Алма-Атинское высшее общевойсковое командное училище).

## Historia
Uczelnia została założona 1 września 1970 uchwałą Prezydium Rady Najwyższej ZSRR.
Zarządzeniem radzieckiego ministra obrony Andrieja Greczki z 1 lipca 1973 szkole nadano imię marszałka Związku Radzieckiego Iwana Koniewa. Po rozpadzie ZSRR szkoła stała się uczelnią kazachskich sił zbrojnych. Od 31 października 2003 oficjalna nazwa uczelni to Wojskowy Instytut Wojsk Lądowych Republiki Kazachstanu.

## Współpraca międzynarodowa
W związku z tym, że Kazachstan jest członkiem Organizacji Układu o Bezpieczeństwie Zbiorowym inne państwa członkowskie mogą na podstawie umów międzypaństwowych wysyłać swoich studentów do Instytutu.
W 2019 Wojskowy Instytut Wojsk Lądowych ukończyło dziewięciu oficerów z Kirgistanu i dziesięciu z Tadżykistanu.